# Paul Gilson

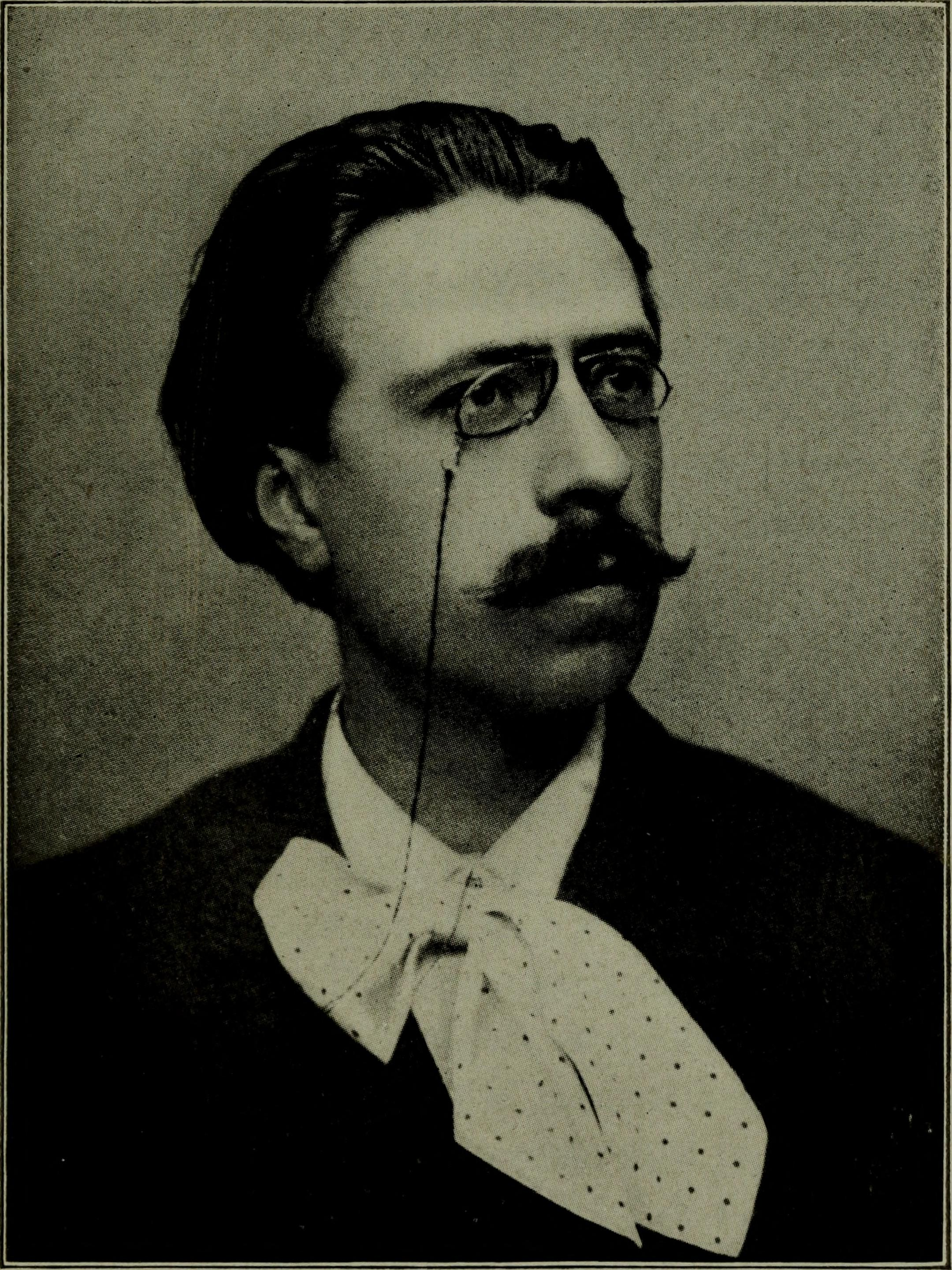
Paul Gilson (1905)

Paul Gilson, född 15 juni 1865, död 3 april 1942, var en belgisk musiker.
Gilson fick sin utbildning vid Bryssels konservatorium, var lärare i teori där 1889-1909, och lärare vid konservatoriet i Antwerpen 1904-1909. Gilson var dessutom knuten till tidskrifterna Soir, Diapason, Midi och Revue musicale belge. Han var mycket produktiv som tonsättare och en av de mest betydande av de flamländska kompositörerna vid sin tid. Gilson har komponerat symfonin La mer, symfoniska dikter, operorna Alvar, Zeevolk och Prinses Zonneschijn, skådespelsmusik, baletter, körer, uvertyrer, sånger, och dessutom en instrumentationslära och en harmonilära.